# 196 (số)
196 (một trăm chín mươi sáu) là một số tự nhiên ngay sau 195 và ngay trước 197.